# Lan lưỡi bò
Lan lưỡi bò hay cờ lao (danh pháp hai phần: Rhynchostylis coelestis) là một loài lan đặc hữu của Đông Dương.

## Hình ảnh

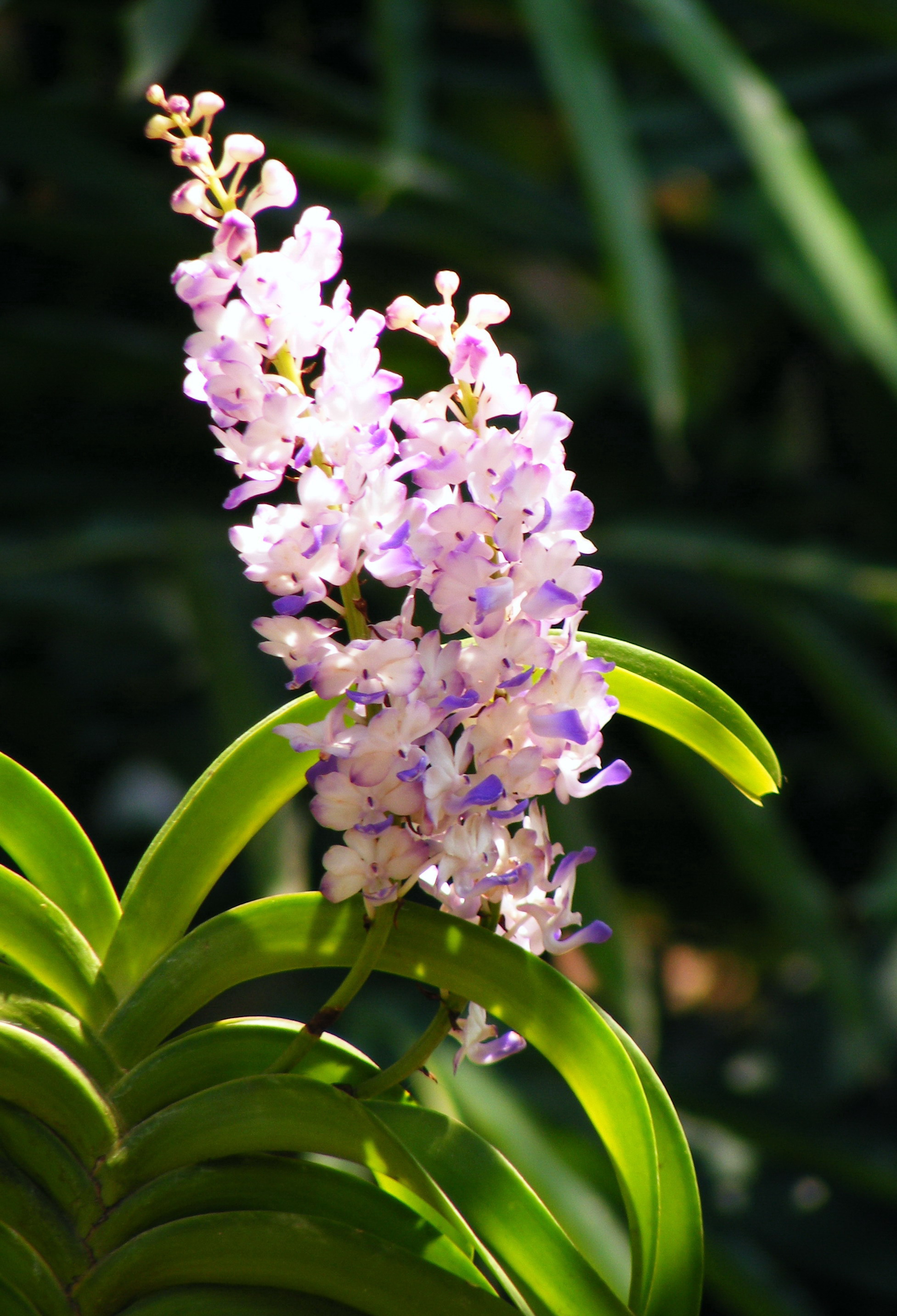